# Maurice Darmon
Pour les articles homonymes, voir Darmon.
Maurice Darmon, né à Tunis en 1943, est un écrivain de langue française, traducteur de l'italien, en particulier des écrivains siciliens modernes et contemporains, et essayiste en cinéma. Il a également fondé et dirigé la revue Le Cheval de Troie, quatorze livraisons parues de 1990 à 1996. Il anime depuis mars 2007 le site Ralentir travaux. Il a créé en janvier 2015 202 éditions.

## Romans
- D’Atlantique et d’Italie, Le Tout sur le tout, 1988[2].
- Le Boiteux, Deyrolle, 1994[3].
- Faux en écritures, Deyrolle, 1996.

## Essais sur le cinéma
- Pour John Cassavetes, Le Temps qu'il fait, 2011.
- La question juive de Jean-Luc Godard, Le Temps qu'il fait, 2011.
- Frederick Wiseman. Chroniques américaines, Presses Universitaires de Rennes, collection Le Spectaculaire / Cinéma, mai 2013, 410 pages.
- Adieu au langage / JLG / DDD, 202 éditions, 54 pages, décembre 2014  (ISBN 979-10-94375-00-6).
- Le cinéma de Marguerite Duras, 5 tomes, 202 éditions, 2015-2017.
  - Tome 1. 1964-1972 : La forêt des dames (Sans merveille, La musica, Détruire dit-elle, Jaune le soleil, Nathalie Granger),130 pages, décembre 2015  (ISBN 978-2-9551727-2-8).
  - Tome 2. 1974-1976 : La trilogie Anne-Marie Stretter (La femme du Gange, India song, Son nom de Venise dans Calcutta désert), 102 pages, novembre 2015  (ISBN 978-2-9551727-1-1).
  - Tome 3. 1976-1977 : Les chambres noires  (Des journées entières dans les arbres, Baxter Véra Baxter, Le camion), 104 pages, février 2016  (ISBN 978-2-9551727-3-5).
  - Tome 4. 1979: Ténèbre capitale (Le Navire Night, Césarée, Les mains négatives, Aurélia Steiner Melbourne, Aurélia Steiner Vancouver), 130 pages, mai 2016  (ISBN 978-2-9551727-4-2).
  - Tome 5. 1981-1982: Au lieu de mourir (Agatha et les lectures illimitées, L'homme atlantique, Dialogo di Roma), 134 pages, janvier 2017  (ISBN 978-2-9551727-5-9).
- TARKOVSKI Nostalghia GUERRA 1976-1984, 202 éditions, novembre 2019. (ISBN 978-2-9551727-9-7).
- L'humanité de Bruno Dumont, Yellow Now, octobre 2022. (ISBN 978-2-8734048-7-1).
- Cinq vues sur Le sacrifice ANDREÏ TARKOVSKI 1986, 202 éditions, février 2023. (ISBN 979-10-94375-03-7).
- ANDREÏ TARKOVSKI Miroir 1964-1975, 202 éditions, février 2024. (ISBN 979-10-94375-06-8).
- L'attrait de Jeanne d'Arc, Yellow Now, février 2025. (ISBN 9782873405090).

## Principales traductions
- Sebastiano Addamo : Le Jugement du soir, Jacqueline Chambon, 1991.
- Ugo Attardi : La Révolution Française, une idée pour une grande sculpture, suivi de Vincenzo Consolo: Part un vaisseau, Catalogue de l’exposition Le Vaisseau de la Révolution, à Paris, septembre 1989, Carte segrete, Rome 1989.
- Massimo Bontempelli : La Vie intense, Gallimard, 1990. — Dans la fournaise du temps, Gallimard, 1991.
- Riccardo Calimani : Histoire de l’errance juive, Diderot, 1996; Denoël, 2003.
- Vincenzo Consolo : La Blessure d’avril, Le Promeneur, 1990. —  Les Pierres de Pantalica, Le Promeneur, 1990.
- Emmanuele Navarro della Miraglia : "Stendhal", in "Stendhal et la Sicile", Maurice Nadeau/Lettres Nouvelles, 1985.
- Luigi Pirandello : Le Tour de rôle (ou Chacun son tour), L’Horizon chimérique, 1989.
- Sergio Quinzio : Racines hébraïques du monde moderne, Balland, 1992.
- Giancarlo Roscioni : La Disharmonie préétablie (Essai sur Gadda), Le Seuil, 1993.
- Leonardo Sciascia : Stendhal et la Sicile, Maurice Nadeau/Lettres Nouvelles, 1985. —  Œil de chèvre, Fayard, 1986. — Monsieur le Député, suivi de Les Mafieux, Fayard, 1987. — Pirandello de A à Z, Maurice Nadeau/Lettres Nouvelles, 1988. — Faits divers d’histoire littéraire et civile, Fayard, 1991. — Heures d’Espagne, Fayard, 1992. — En future mémoire, Fayard, 1993.
- Giuseppe Tomasi di Lampedusa : Leçons sur Stendhal, in "Stendhal et la Sicile", Maurice Nadeau/Lettres Nouvelles, 1985.
- Giovanni Verga : Les Malavoglia, Gallimard, 1988. — Le Tour de rôle, L’Horizon chimérique, 1989  — Mastro-Don Gesualdo, Gallimard, 1991. — La Soufrière, L’Horizon chimérique, 1991. — Don Candeloro et Cie, Actes-Sud, 1994. — Roses caduques, Comédie de Caen à Hérouville-Saint-Clair, alors sous la direction de Michel Dubois, 1992, texte de scène (hors commerce).
- Eugenio Vitarelli : Acqualadrone, P.O.L, 1991.

Études autour de ces travaux.
Deux travaux universitaires ont été consacrés à la traduction citée ci-dessus du roman de Giovanni Verga Les Malavoglia :
- Elena Biondi : Due traduzioni de I Malavoglia ad un secolo di distanza, mémoire de maîtrise, sous la direction de Muriel Gallot, professeur de littérature italienne à l'Université de Toulouse le Mirail, 2000.
- Norma Leuzzi : Une étude de cas autour de La Terra trema de Luchino Visconti, mémoire de maîtrise en sciences du langage et traductologie, sous la direction de Jean-René Ladmiral, Paris X, Nanterre, 2003.

## Éditeur202 éditions

### Parutions
- - Maurice Darmon: Adieu au langage / JLG / DDD, 54 pages, décembre 2014  (ISBN 979-10-94375-00-6).
  - Paule Palacios-Dalens: Hiroshima dans la Blanche, l'introduction de Marguerite Duras au cinéma, 38 pages, mars 2015  (ISBN 978-2-9551727-0-4).
  - Maurice Darmon: Le cinéma de Marguerite Duras, 5 tomes parus.
    - Tome 1. 1964-1972: La forêt des dames (Sans merveille, La musica, Détruire dit-elle, Jaune le soleil, Nathalie Granger),130 pages, décembre 2015  (ISBN 978-2-9551727-2-8).
    - Tome 2. 1974-1976: La trilogie Anne-Marie Stretter (La femme du Gange, India song, Son nom de Venise dans Calcutta désert), 102 pages, novembre 2015  (ISBN 978-2-9551727-1-1).
    - Tome 3. 1976-1977: Les chambres noires  (Des journées entières dans les arbres, Baxter Véra Baxter, Le camion), 104 pages, février 2016  (ISBN 978-2-9551727-3-5).
    - Tome 4. 1979: Ténèbre capitale (Le Navire Night, Césarée, Les mains négatives, Aurélia Steiner Melbourne, Aurélia Steiner Vancouver), 130 pages, mai 2016  (ISBN 978-2-9551727-4-2).
    - Tome 5. 1981-1982: Au lieu de mourir (Agatha et les lectures illimitées, L'homme atlantique, Dialogo di Roma), 134 pages, janvier 2017  (ISBN 978-2-9551727-5-9).

  - Michel Vianey: 1966 / Masculin féminin / Jean-Luc Godard, septembre 2017  (ISBN 978-2-9551727-6-6).
  - Jacques Aumont:  Deux fois deux (Hélas pour moi et Nouvelle Vague de Jean-Luc Godard), février 2018  (ISBN 978-2-9551727-7-3).
  - Jean-Michel Frodon: Treize Ozu, 1949-1962, février 2019. (ISBN 978-2-9551727-8-0).
  - Maurice Darmon: TARKOVSKI Nostalghia GUERRA 1976-1984, novembre 2019. (ISBN 978-2-9551727-9-7).
  - Suzanne Liandrat-Guigues: Traverses Visconti, février 2020. (ISBN 979-10-94375-01-3).
  - Paule Palacios-Dalens: VOX JLG, du plomb au film, avril 2021. (ISBN 979-10-94375-02-0).
  - Maurice Darmon: Cinq vues sur Le sacrifice Andreï Tarkovski 1986, février 2023. (ISBN 979-10-94375-03-7).
  - Jacques Aumont: Tarkovski Solaris 1972, Voyage au bout de soi-même, octobre 2023. (ISBN 979-10-94375-04-4).
  - Maurice Darmon: Andreï Tarkovski Miroir 1964-1975, février 2024. (ISBN 979-10-94375-06-8).
  - Michael Witt - Jean-Luc Godard: Notre musique, c'est celle de tout le monde, octobre 2024. (ISBN 979-10-94375-05-1).
  - Vincent Amiel: Tarkovski Andreï Roublev 1964-1971, mars 2025. (ISBN 979-10-94375-07-5).